# Regra de Allen

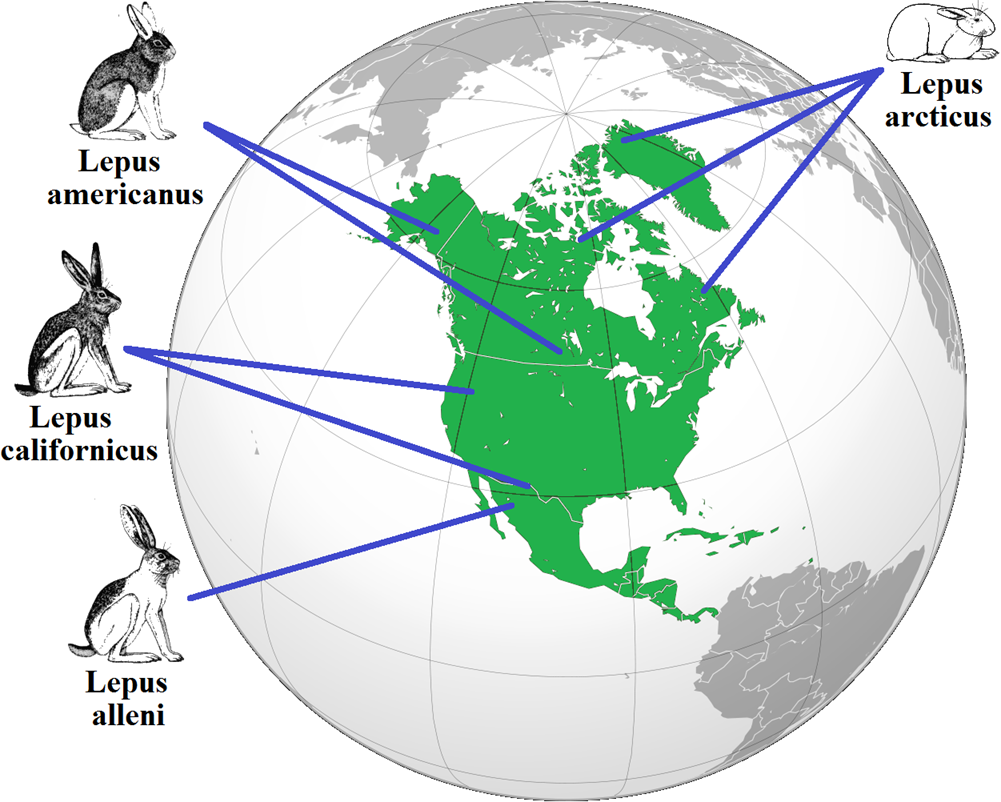
Regra de Allen - Lebres e suas orelhas

A regra de Allen é uma regra ecogeográfica formulada por Joel Asaph Allen em 1877, afirmando que os animais adaptados a climas frios têm membros mais curtos do que os animais adaptados a climas quentes. Mais especificamente, afirma que a proporção da superfície corporal/volume para animais homeotérmicos varia com a temperatura média do habitat ao qual estão adaptados (ou seja, a proporção é baixa em climas frios e alta em climas quentes).

## Explicação
A regra de Allen prevê que animais endotérmicos com o mesmo volume corporal devem ter diferentes áreas de superfície que ajudarão ou impedirão sua dissipação de calor.
Como os animais que vivem em climas frios precisam conservar o máximo de calor possível, a regra de Allen prevê que eles deveriam ter desenvolvido uma relação área-volume comparativamente baixa para minimizar a área de superfície pela qual dissipam o calor, permitindo-lhes reter mais calor. Para os animais que vivem em climas quentes, a regra de Allen prevê o oposto: que eles devem ter proporções comparativamente altas de área de superfície para volume. Como os animais com baixa relação de área de superfície para volume superaqueceriam rapidamente, animais em climas quentes deveriam, de acordo com a regra, ter altas relações de área de superfície para volume para maximizar a área de superfície através da qual dissipam o calor.

Gráficos de área de superfície, A, em relação ao volume, V dos sólidos platônicos e uma esfera, mostrando que formas mais arredondadas com o mesmo volume têm uma área de superfície menor

## Em animais
Embora haja inúmeras exceções, muitas populações de animais parecem estar em conformidade com as previsões da regra de Allen. O urso polar tem membros atarracados e orelhas muito curtas que estão de acordo com as previsões da regra de Allen. Em 2007, R.L. Nudds e S.A. Oswald estudaram os comprimentos expostos das pernas das aves marinhas e descobriram que os comprimentos das pernas expostas estavam negativamente correlacionados com a temperatura corporal menos a temperatura ambiente mínima, apoiando as previsões da regra de Allen.
R.L. Nudds e S.A. Oswald argumentaram em 2007 que há pouco suporte empírico para a regra de Allen, mesmo que seja um "princípio ecológico estabelecido".  Eles disseram que o apoio para a regra de Allen vem principalmente de estudos de uma única espécie, uma vez que estudos de várias espécies são "confundidos" pelos efeitos de escala da regra de Bergmann e adaptações alternativas que se opõem às previsões da regra de Allen.

## Em humanos

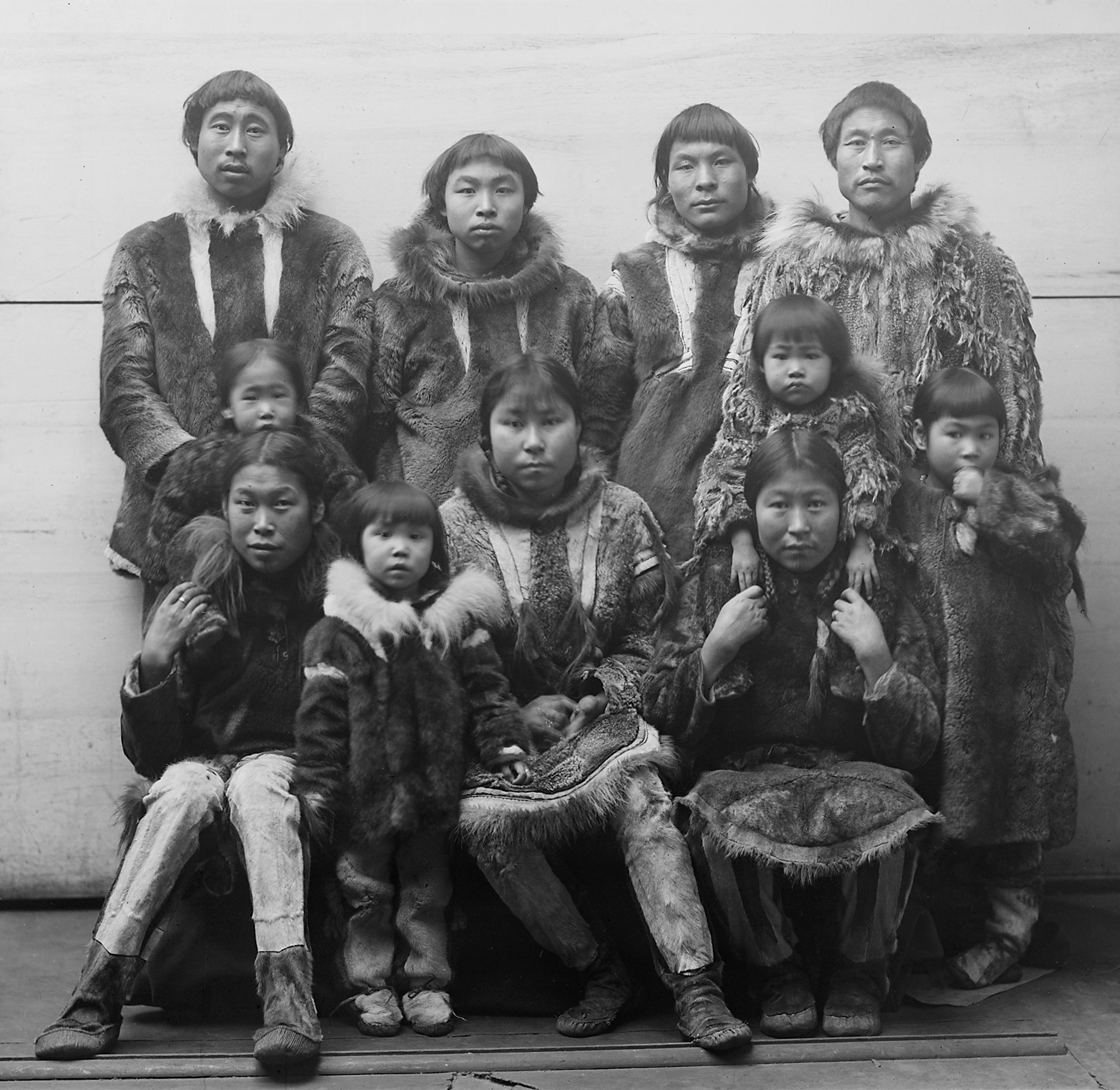
"Grupo Esquimó" do fotógrafo William Dinwiddie (1894)

Diferenças marcantes no comprimento dos membros foram observadas quando diferentes partes de uma determinada população humana residem em diferentes altitudes. Ambientes em altitudes mais altas geralmente apresentam temperaturas ambientes mais baixas. No Peru, os indivíduos que viviam em altitudes mais elevadas tendiam a ter membros mais curtos, enquanto aqueles da mesma população que habitavam as áreas costeiras mais baixas geralmente tinham membros mais longos e troncos maiores.
Katzmarzyk e Leonard observaram que as populações humanas parecem seguir as previsões da regra de Allen. Há uma associação negativa entre o índice de massa corporal e a temperatura média anual para populações indígenas humanas, o que significa que as pessoas originárias de regiões mais frias têm uma constituição mais pesada para sua altura e as pessoas originárias de regiões mais quentes têm uma anatomia mais leve para sua altura. A altura relativa do assento também está negativamente correlacionada com a temperatura para as populações indígenas humanas, o que significa que as pessoas que se originam de regiões mais frias têm pernas proporcionalmente mais curtas para sua altura e pessoas que se originam de regiões mais quentes têm pernas proporcionalmente mais longas para sua altura.